# Polyerata
Polyerata – rodzaj ptaków z podrodziny kolibrów (Trochilinae) w rodzinie kolibrowatych (Trochilidae).

## Zasięg występowania
Rodzaj obejmuje gatunki występujące w Nikaragui, Kostaryce, Panamie, Kolumbii i Ekwadorze.

## Morfologia
Długość ciała 7–11 cm; masa ciała samców 4–4,8 g, samic 3,5–4 g.

## Systematyka

### Etymologia
Polyerata: gr. πολυηρατος poluēratos „bardzo upragniony, rozkoszny”, od πολυς polus „liczny, wiele”; ερατος eratos „miły, przyjemny, wdzięczny”.

### Podział systematyczny
Takson wyodrębniony z Amazilia. Do rodzaju należą następujące gatunki:
- Polyerata rosenbergi Boucard, 1895 – szafirek zdobny
- Polyerata amabilis (Gould, 1853) – szafirek modrowstęgi
- Polyerata decora Salvin, 1891 – szafirek strojny